# Yves Jeudy
Yves Jeudy (ur. 5 maja 1958 w Haiti, zm. 12 października 2008 tamże) – haitański bokser, olimpijczyk.
Wystąpił na Letnich Igrzyskach Olimpijskich 1976 w wadze lekkiej. W 1/32 finału miał wolny los. W pojedynku 1/16 finału wygrał walkowerem z Davidem Oleme z Kamerunu, a w 1/8 finału ponownie miał wolny los. W 1/4 finału stoczył swoją pierwszą walkę na igrzyskach – w pojedynku o strefę medalową przegrał przed czasem z Ace Rusevskim z Jugosławii.
Zdobył brązowy medal w wadze lekkiej podczas Igrzysk Ameryki Środkowej i Karaibów 1974. W półfinale przegrał z José Luisem Vellonem z Portoryko.